# Effa M100
O Effa M100  é um automóvel urbano, importado para o Brasil pela Effa Motors a partir de 2008. Era fabricado pela Changhe, na China.
O design é Bertone, teve seu lançamento em 2003 e sofreu uma reestilização em 2006. Estava decidido que seu nome seria Effa Ideal no Brasil também, mas a Fiat, que fabrica o Idea, reclamou, então seu nome foi mudado para M100, número do projeto do carro.
A partir de 2010 passou a ser produzido seguindo os rígidos padrões da Suzuki, o que resultou em importantes mudanças estruturais no modelo, aumentando significativamente sua qualidade e segurança. Entretanto, o modelo produzido pela Suzuki jamais chegou no Brasil e a fama do modelo foi tão prejudicada que em 2015 deixou de ser produzido. 
Em 2015, a Revista Quatro Rodas tentou fazer um teste de longa duração para avaliá-lo, mas se saiu tão mal que teve que ser antecipado o resultado devido a falta de segurança.  Foi o único carro da série de testes que foi destruído após o desmonte total.

## Motores
- 1.0 (970 cc) -DA465Q-2/D1- 8V 33.5 kW (45 hp) EURO II
- 1.1 -CH7101-(1075 cc) -DA468Q- 16V 48 kW (64 hp) EURO II
- 1.3 -CH7111-(1302 cc) 58 kW (78 hp) EURO II
- 1.4 -CH7111A-(1372 cc) 67 kW (90 hp) Motor de 4-cilindros 16-valvulas EURO II

## Galeria

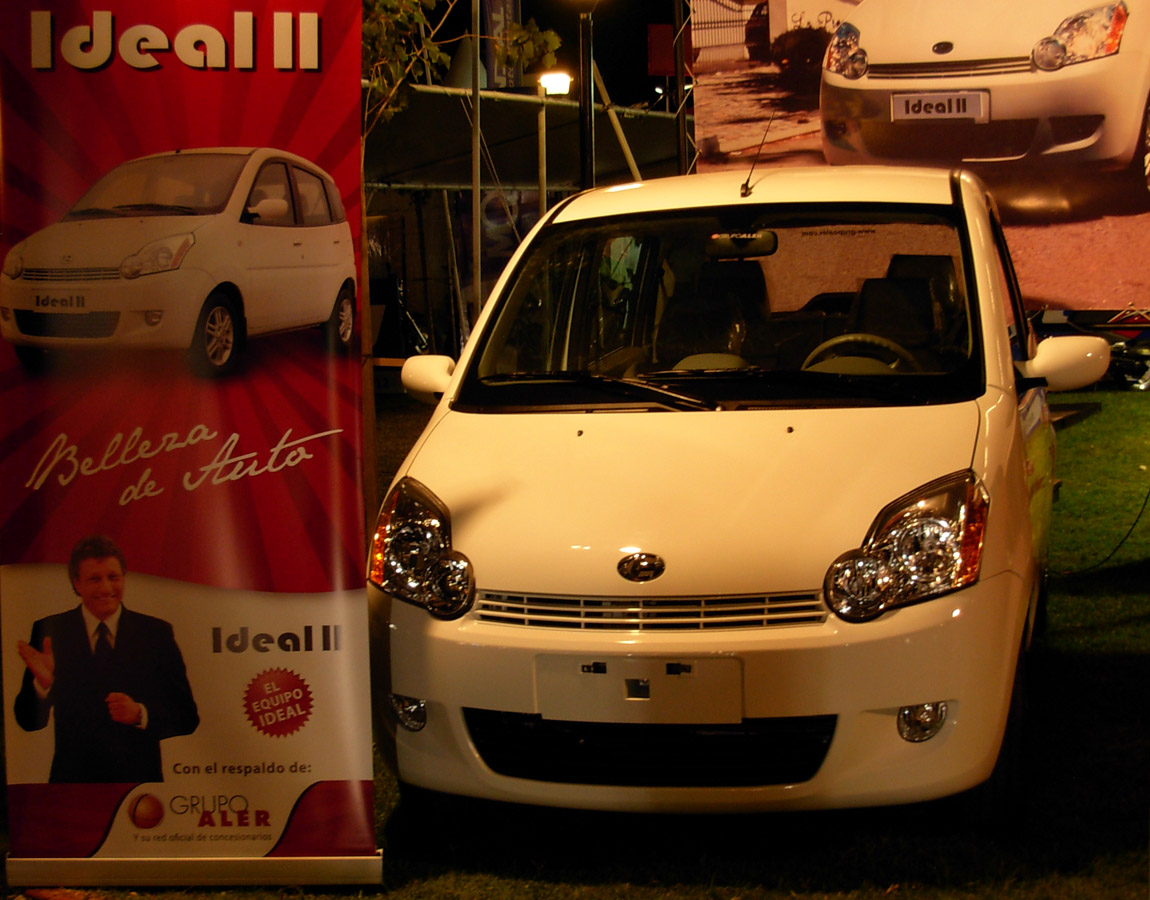
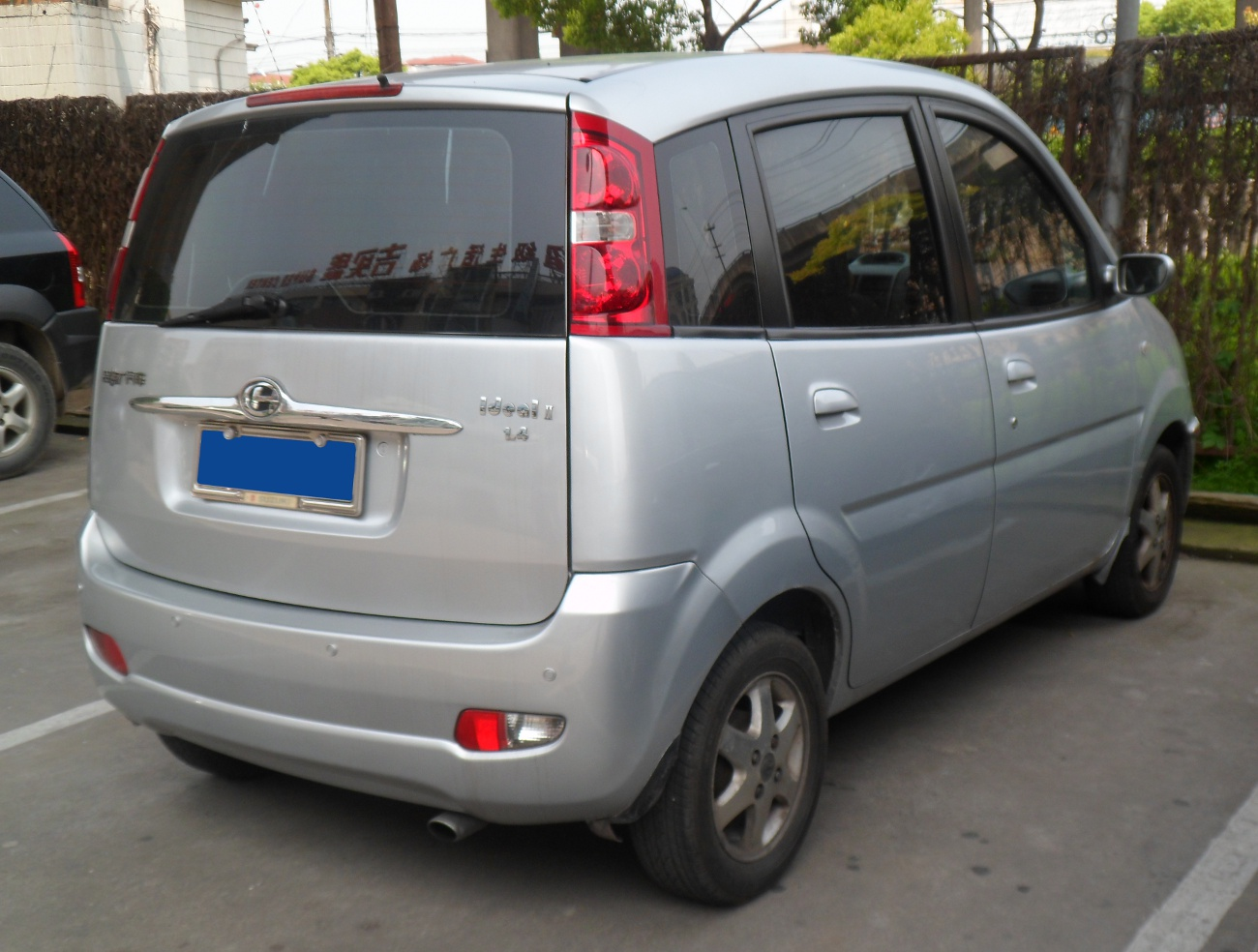
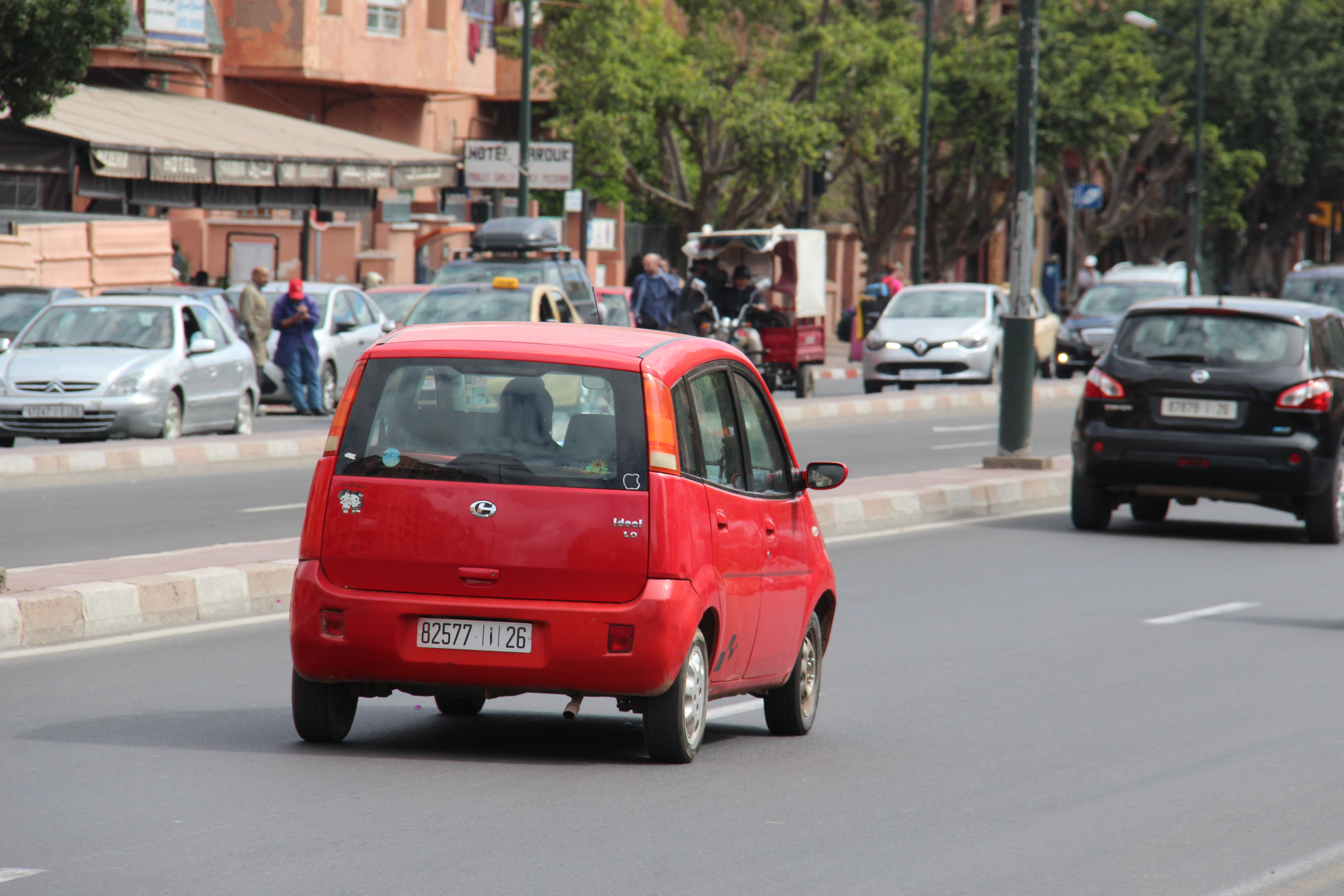
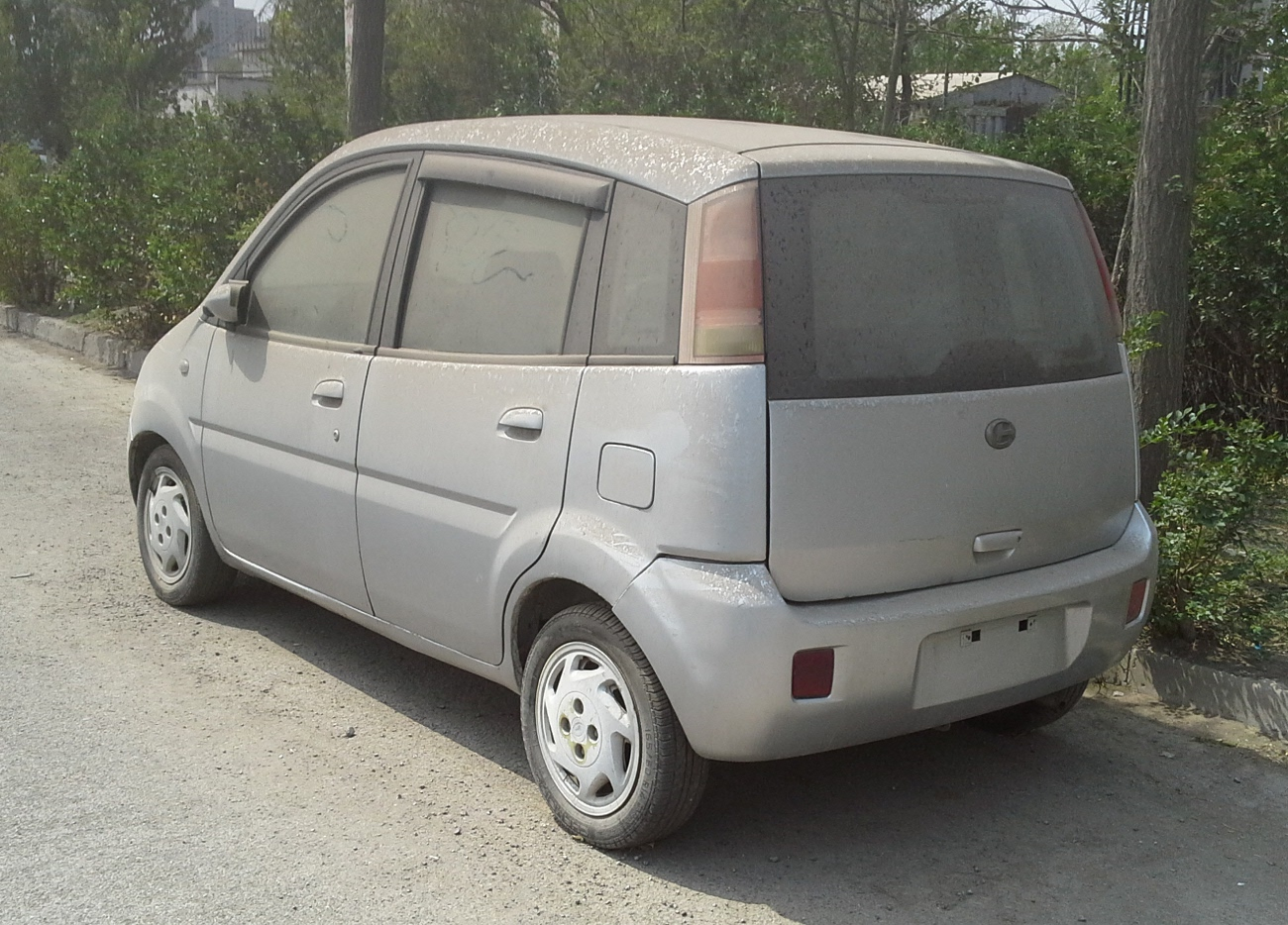